# José Higueras
José Higueras (Diezma, 28 febbraio 1953) è un allenatore di tennis ed ex tennista spagnolo.

## Biografia
Tra il 1976 e il 1984 vinse sedici tornei in singolare. Fu semifinalista all'Open di Francia nel 1982 e 1983, e finalista agli Internazionali d'Italia nel 1983, anno in cui raggiunse la 6ª posizione nella classifica mondiale ATP. Fu membro del team spagnolo che vinse la World Team Cup nel 1978 insieme a Manuel Orantes.
Celebre il match contro Adriano Panatta agli Internazionali d'Italia nel 1978: Higueras abbandonò l'incontro all'inizio del terzo set, sul punteggio di 6-0, 5-7 (dopo essere stato in vantaggio 5-1 nel secondo set), in segno di protesta nei confronti del comportamento assunto dal pubblico durante la rimonta di Panatta e contro le decisioni del giudice arbitro Sergio Baruti. Il giudice di sedia Bert Bowron aveva lasciato la sua postazione dopo che Baruti gli aveva impedito di concedere a Higueras, disturbato dalle intemperanze dei tifosi, la ripetizione di un punto; Baruti sostituì quindi Bowron con un giudice di sedia italiano, e a quel punto lo spagnolo abbandonò il campo, dopo aver rivolto al pubblico il gesto dell'ombrello.
Higueras si ritirò da professionista nel 1986 e intraprese l'attività di istruttore e allenatore di tennis. Allenò Jim Courier nel 1992, quando l'americano divenne numero 1 del mondo. Tra gli altri tennisti seguiti si ricordano Roger Federer, Michael Chang, Pete Sampras, Todd Martin, Carlos Moyá, Sergi Bruguera, Dmitrij Tursunov e Guillermo Coria, Robby Ginepri, Shahar Peer.
Risiede a Palm Springs, dove gestisce lo José Higueras Tennis Training Center.

## Statistiche

### Singolare

#### Vittorie (16)
| N   | Data              | Torneo                                            | Superficie  | Avversario in Finale  | Punteggio               |
| 1.  | 10 aprile 1976    | Santiago Open, Santiago                           | Terra rossa | Carlos Kirmayr        | 5–7, 6–4, 6–4           |
| 2.  | 17 aprile 1977    | Murcia Open, Murcia                               | Terra rossa | Buster Mottram        | 6–4, 6–0, 6–3           |
| 3.  | 18 marzo 1978     | Cairo Open, Cairo                                 | Terra rossa | Kjell Johansson       | 4–6, 6–4, 6–4           |
| 4.  | 23 aprile 1978    | ATP Nizza, Nizza                                  | Terra rossa | Yannick Noah          | 6–3, 6–4, 6–4           |
| 5.  | 30 settembre 1978 | British Hard Court Championships, Bournemouth (1) | Terra rossa | Paolo Bertolucci      | 6–2, 6–1, 6–3           |
| 6.  | 14 ottobre 1978   | Madrid Tennis Grand Prix, Madrid                  | Terra rossa | Tomáš Šmíd            | 6–7, 6–3, 6–3, 6–4      |
| 7.  | 24 aprile 1979    | Houston Open, Houston                             | Terra rossa | Gene Mayer            | 6–3, 2–6, 7–6           |
| 8.  | 20 maggio 1979    | ATP German Open, Amburgo (1)                      | Terra rossa | Harold Solomon        | 3–6, 6–1, 6–4, 6–1      |
| 9.  | 26 agosto 1979    | U.S. Pro Tennis Championships, Boston             | Terra rossa | Hans Gildemeister     | 6–3, 6–1                |
| 10. | 16 maggio 1982    | ATP German Open, Amburgo (2)                      | Terra rossa | Peter McNamara        | 4–6, 6–7, 7–6, 6–3, 7–6 |
| 11. | 9 agosto 1982     | U.S. Men's Clay Court Championships, Indianapolis | Terra rossa | Jimmy Arias           | 7–5, 5–7, 6–3           |
| 12. | 28 febbraio 1983  | Congoleum Classic, Indian Wells                   | Cemento     | Eliot Teltscher       | 6–4, 6–2                |
| 13. | 25 aprile 1983    | British Hard Court Championships, Bournemouth (2) | Terra rossa | Tomáš Šmíd            | 2–6, 7–6, 7–5           |
| 14. | 17 luglio 1983    | Mercedes Cup, Stoccarda                           | Terra rossa | Heinz Günthardt       | 6–1, 6–1, 7–6           |
| 15. | 29 luglio 1984    | Austrian Open, Kitzbühel                          | Terra rossa | Víctor Pecci          | 7–5, 3–6, 6–1           |
| 16. | 23 settembre 1984 | Bordeaux Open, Bordeaux                           | Terra rossa | Francesco Cancellotti | 7–5, 6–1                |

#### Finali Perse (12)
| N   | Data             | Torneo                                                 | Superficie  | Avversario in Finale | Punteggio          |
| 1.  | 13 luglio 1975   | Swedish Open, Båstad                                   | Terra rossa | Manuel Orantes       | 6–0, 6–3           |
| 2.  | 22 novembre 1976 | ATP San Paolo, San Paolo                               | Sintetico   | Guillermo Vilas      | 6–3, 6–0           |
| 3.  | 14 novembre 1977 | International Tennis Championships of Colombia, Bogotà | Terra rossa | Guillermo Vilas      | 6–1, 6–2, 6–3      |
| 4.  | 14 agosto 1978   | U.S. Men's Clay Court Championships, Indianapolis      | Terra rossa | Jimmy Connors        | 6–0, 6–3           |
| 5.  | 4 agosto 1979    | ATP Volvo International, North Conway                  | Terra rossa | Harold Solomon       | 5–7, 6–4, 7–6      |
| 6.  | 5 novembre 1979  | Quito Open, Quito                                      | Terra rossa | Víctor Pecci         | 2–6, 6–4, 6–2      |
| 7.  | 10 dicembre 1979 | Santiago Open, Santiago                                | Terra rossa | Hans Gildemeister    | 7–5, 5–7, 6–4      |
| 8.  | 2 febbraio 1981  | Viña del Mar Open, Viña del Mar                        | Terra rossa | Víctor Pecci         | 6–4, 6–0           |
| 9.  | 13 marzo 1982    | ATP Linz, Linz                                         | Terra rossa | Anders Järryd        | 6–4, 4–6, 6–4      |
| 10. | 3 agosto 1982    | ATP Volvo International, North Conway                  | Terra rossa | Ivan Lendl           | 6–3, 6–2           |
| 11. | 16 maggio 1983   | ATP German Open, Amburgo                               | Terra rossa | Yannick Noah         | 3–6, 7–5, 6–2, 6–0 |
| 12. | 23 maggio 1983   | Internazionali d'Italia, Roma                          | Terra rossa | Jimmy Arias          | 6–2, 6–7, 6–1, 6–4 |

### Doppio

#### Vittorie (3)
| N  | Data | Torneo                    | Superficie  | Compagno       | Avversari in Finale                  | Punteggio          |
| 1. | 1974 | Swiss Open Gstaad, Gstaad | Terra rossa | Manuel Orantes | Roy Emerson Thomaz Koch              | 7–5, 0–6, 6–1, 9–8 |
| 2. | 1977 | Dutch Open, Hilversum     | Terra rossa | Antonio Muñoz  | Jean-Louis Haillet François Jauffret | 6–1, 6–4, 2–6, 6–1 |
| 3. | 1978 | Milan Indoor, Milano      | Sintetico   | Víctor Pecci   | Wojtek Fibak Raúl Ramírez            | 5–7, 7–6, 7–6      |

#### Finali perse (2)
| N  | Data | Torneo                   | Superficie  | Compagno       | Avversari in Finale      | Punteggio     |
| 1. | 1975 | ATP Rotterdam, Rotterdam | Sintetico   | Balázs Taróczy | Bob Hewitt Frew McMillan | 2–6, 2–6      |
| 2. | 1978 | Open di Francia, Parigi  | Terra rossa | Manuel Orantes | Gene Mayer Hank Pfister  | 3–6, 2–6, 2–6 |